# Nikołaj Talberg
Nikołaj Dmitrijewicz Talberg, ros. Николай Дмитриевич Тальберг (ur. 10 lipca 1886 r. w Korostyszewie koło Kijowa, zm. 11 czerwca 1967 r. w Jordanville) – rosyjski urzędnik i działacz państwowy, emigracyjny publicysta, pisarz i działacz polityczno-religijny

## Życiorys
W 1898 r. ukończył jekateryńską szkołę realną, zaś w 1907 r. imperatorską szkołę prawniczą w Kijowie. Znalazł pracę w jednym z departamentów ministerstwa spraw wewnętrznych. W 1908 r. skierowano go do Rygi w celu poprawienia pracy kancelarii pribałtyjskiego generał-gubernatora. Od jesieni 1909 r. był członkiem kurlandzkiego urzędu gubernialnego, zaś od 1910 r. kijowskiego urzędu gubernialnego. Pod koniec 1911 r. tymczasowo został pracownikiem zarządu przemysłowego. Jednocześnie wszedł w skład rady rosyjskiej. Na pocz. 1913 r. został członkiem czernichowskiej rady gubernialnej do spraw ziemskich i miejskich. Od maja 1914 r. był urzędnikiem do zadań specjalnych ministerstwa spraw wewnętrznych. Współprzygotowywał wybory do Dumy Państwowej i Rady Państwowej. Jednocześnie po wybuchu I wojny światowej objął funkcję sekretarza komitetu dobroczynności przy ministerstwie spraw wewnętrznych. Jesienią 1915 r. wszedł w skład rady stowarzyszenia pomocy uchodźcom rosyjskim. Po rewolucji lutowej 1917 r., którą krytykował, złożył dymisję, po czym wyjechał na Kaukaz. Związał się ze środowiskami monarchistycznymi. Podczas rewolucji bolszewickiej przebywał w Moskwie, skąd udał się do Piotrogrodu. Wstąpił tam do tajnej organizacji antybolszewickiej Wielka Jedna Rosja. Z jej ramienia pod koniec kwietnia 1918 r. przybył do Kijowa, gdzie został urzędnikiem ukraińskiego ministerstwa spraw wewnętrznych Hetmanatu. Uczestniczył w maju tego roku w tajnym zjeździe monarchistycznym w Kijowie. Po upadku rządów hetmana Pawło Skoropadskiego jesienią 1918 r., wyjechał do Besarabii, skąd po roku przyjechał do Odessy. Podczas ewakuacji wojsk Białych gen. Antona I. Denikina udał się na emigrację. Przebywał krótko w Bułgarii, Serbii, Austrii i Czechosłowacji, po czym na pocz. 1920 r. zamieszkał w Berlinie. Współorganizował zjazd monarchistyczny w Bad Reichenhall, który odbył się w dniach 29 maja – 4 czerwca 1921 r. Wybrano go na przewodniczącego Wyższej Rady Monarchistycznej. Brał udział w zagranicznym zjeździe monarchistycznym w Paryżu w 1926 r. Został wówczas członkiem Rady Stowarzyszenia Patriotycznego. Ponadto był członkiem Rady Komisji Państwowej w Belgradzie. Przez cały okres emigracji N. D. Talberg prowadził wykłady i odczyty na tematy historyczne, religijne i polityczne. Pisał liczne artykuły do takich pism, jak "Dwugławyj Orioł", "Czasowoj", "Otieczestwo". Współuczestniczył w wydawaniu książek autorów rosyjskich. W 1938 r. w Sremskich Karlovcach brał udział w II Wszechzagranicznym Soborze Cerkiewnym, na którym wybrano go zastępcą sekretarza komisji wydawniczej. Pełnił też funkcje kościelne, jak starosta cerkwi Opieki Matki Bożej w Belgradzie, czy cerkwi św. Michała Archanioła w Salzburgu. Po zajęciu Jugosławii przez wojska niemieckie w kwietniu 1941 r., został członkiem Przedstawicielstwa Rosyjskiego w okupowanym Belgradzie. W późniejszym okresie okupacji uczestniczył w ewakuacji Białych Rosjan z Jugosławii na Zachód. We wrześniu 1944 r. przybył do Wiednia, a następnie Salzburga, obejmując funkcję przewodniczącego rady szkoleniowej gimnazjum rosyjskiego w okolicznym obozie dla uchodźców. W 1950 r. wyemigrował do USA, gdzie zamieszkał w Monasterze Trójcy Świętej w Jordanville. Został wykładowcą przedmiotów historycznych. Odnowił ponadto seminarium istniejące przy monasterze. Był też autorem artykułów w rosyjskiej prasie emigracyjnej.

## Publikacje
- "Cerkownyj Raskoł" ("Церковный Раскол", Paryż 1927)
- "Swiataja Ruś" ("Святая Русь", Paryż 1929)
- "Miesiacesłow russkich swiatych" ("Месяцеслов русских святых", Jordanville 1954)
- "Russkaja Prawosławnaja Cerkow' w Siewiernoj Amierikie" ("Русская Православная Церковь в Северной Америке", Jordanville 1955)
- "Muż wiernosti i razuma: K. P. Pobiedonoscew" ("Муж верности и разума: К. П. Победоносцев", Jordanville 1957)
- "Istorija Russkoj Cerkwi" ("История Русской Церкви", Jordanville 1959)
- "Otieczestwiennaja byl" ("Отечественная быль", Jordanville)
- "K sorokaletiju nagubnogo Jewłogianskogo raskoła" ("К сорокалетию пагубного Евлогианского раскола", Jordanville 1966)
- "Istorija christianskoj cerkwi" ("История христианской Церкви", pośmiertnie 1991)